# Antena 3
Antena 3 é uma emissora de radiodifusão do Grupo RTP – Rádio e Televisão de Portugal. A sua programação é baseada em música alternativa e na divulgação de novos grupos musicais portugueses. É dedicada à juventude e emitida para todo o País.

## Estaçõesonline
A 18 de outubro de 2010, foram iniciadas as emissões de duas versões musicais de nicho da Antena 3: a Antena 3 Rock e a Antena 3 Dance. As duas estações eram emitidas na RTP Play, a plataforma online da RTP onde é possível ver/ouvir as emissões lineares dos seus canais de TV e de rádio e ver/ouvir programação da RTP (TV e rádio) "a pedido", geralmente programas já emitidos pelos seus canais. As duas rádios foram descontinuadas na segunda metade da década de 2010.

## Frequências
Lista de frequências FM da Rádio Antena 3:
- Aveiro: 102.2 FM (Lousã) / 100.4 FM (Monte da Virgem)
- Beja: 102.4 FM (Mendro) / 100.1 FM (Mértola)
- Braga: 103.0 FM (Braga) / 102.0 FM (Muro)
- Bragança: 104.2 FM (Bragança) / 102.1 FM (Bornes) / 98.9 FM (Miranda do Douro)
- Castelo Branco: 101.3 FM (Gardunha) / 104.3 FM (Castelo Branco)
- Coimbra: 101.2 FM (Coimbra) / 102.2 FM (Lousã)
- Évora: 102.4 FM (Mendro) / 105.0 FM (Montargil) / 102.1 FM (Serra de Ossa)
- Faro: 100.7 FM (Faro) / 101.9 FM (Monchique) / 101.9 FM (Alcoutim)
- Guarda: 100.6 FM (Guarda) / 104.6 FM (Marofa) / 100.3 FM (Manteigas)
- Leiria: 106.4 FM (Leiria) / 102.2 FM (Lousã) / 105.2 FM (Montejunto)
- Lisboa: 100.3 FM (Monsanto) / 100.0 FM (Banática) / 105.2 FM (Montejunto) / 103.8 FM (Janas)
- Portalegre: 102.8 FM (Portalegre) / 101.6 FM (Elvas) / 105.0 FM (Montargil)
- Porto: 100.4 FM (Monte da Virgem) / 102.0 FM (Muro)
- Santarém: 105.2 FM (Montejunto)
- Setúbal: 100.3 FM (Monsanto) / 107.9 FM (Tróia) / 103.6 FM (Grândola)
- Viana do Castelo: 102.0 FM (Muro) / 92.3 FM (Moledo) / 104.0 FM (Valença) / 92.3 FM (Paredes de Coura) / 104.9 FM (Rendufe)
- Vila Real: 101.5 FM (Marão) / 104.7 FM (Minhéu) / 103.7 FM (São Domingos)
- Viseu: 102.2 FM (Lousã) / 107.9 FM (Gravia) / 101.8 FM (Viseu) / 103.7 FM (São Domingos)